# レッコ県

レッコ県
Provincia di Lecco

レッコ県（レッコけん、イタリア語: Provincia di Lecco）は、イタリア共和国ロンバルディア州に属する県の一つ。県都はレッコ。

## 地理

地形図

### 位置・広がり
ロンバルディア州の北西部に位置する県で、県域は南北に長く広がっている。県都レッコは県域中南部に位置し、コモから東北東へ24km、ベルガモから北西へ28km、州都ミラノから北北東へ47kmの距離にある。
隣接する県は以下の通り。
- ソンドリオ県 - 北東
- ベルガモ県 - 南東
- モンツァ・エ・ブリアンツァ県 - 南
- コモ県 - 西

### 主要な都市
2001年の国勢調査に基づく居住地区（Località abitata）別人口統計によれば、人口5000人以上の都市は以下の通り。
- レッコ - 45,358人
- カロルツィオコルテ - 13,691人
- メラーテ - 12,753人
- VALMADRERA-CASERTA （ヴァルマドレーラ ） - 10,871人
- マンデッロ・デル・ラーリオ - 9,315人
- オッジョーノ - 7,805人
- オルジナーテ - 6,546人
- カザテノーヴォ - 6,453人
- COLICO PIANO （コーリコ） - 6,004人

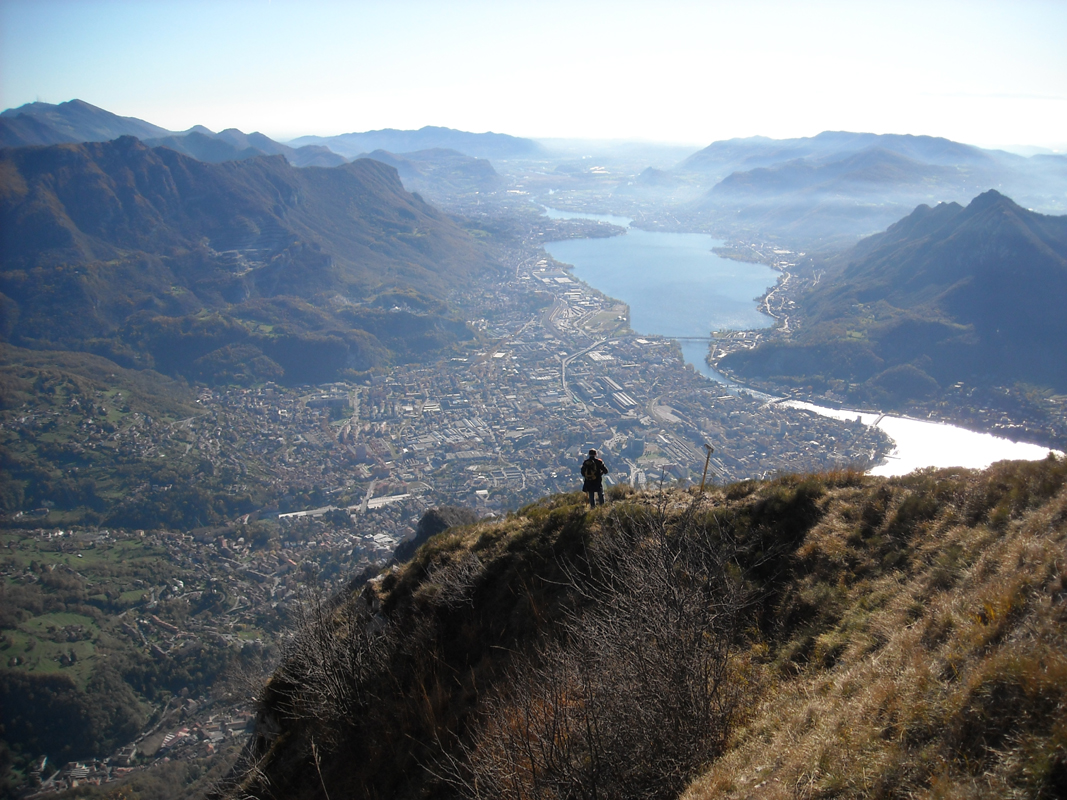
レッコ
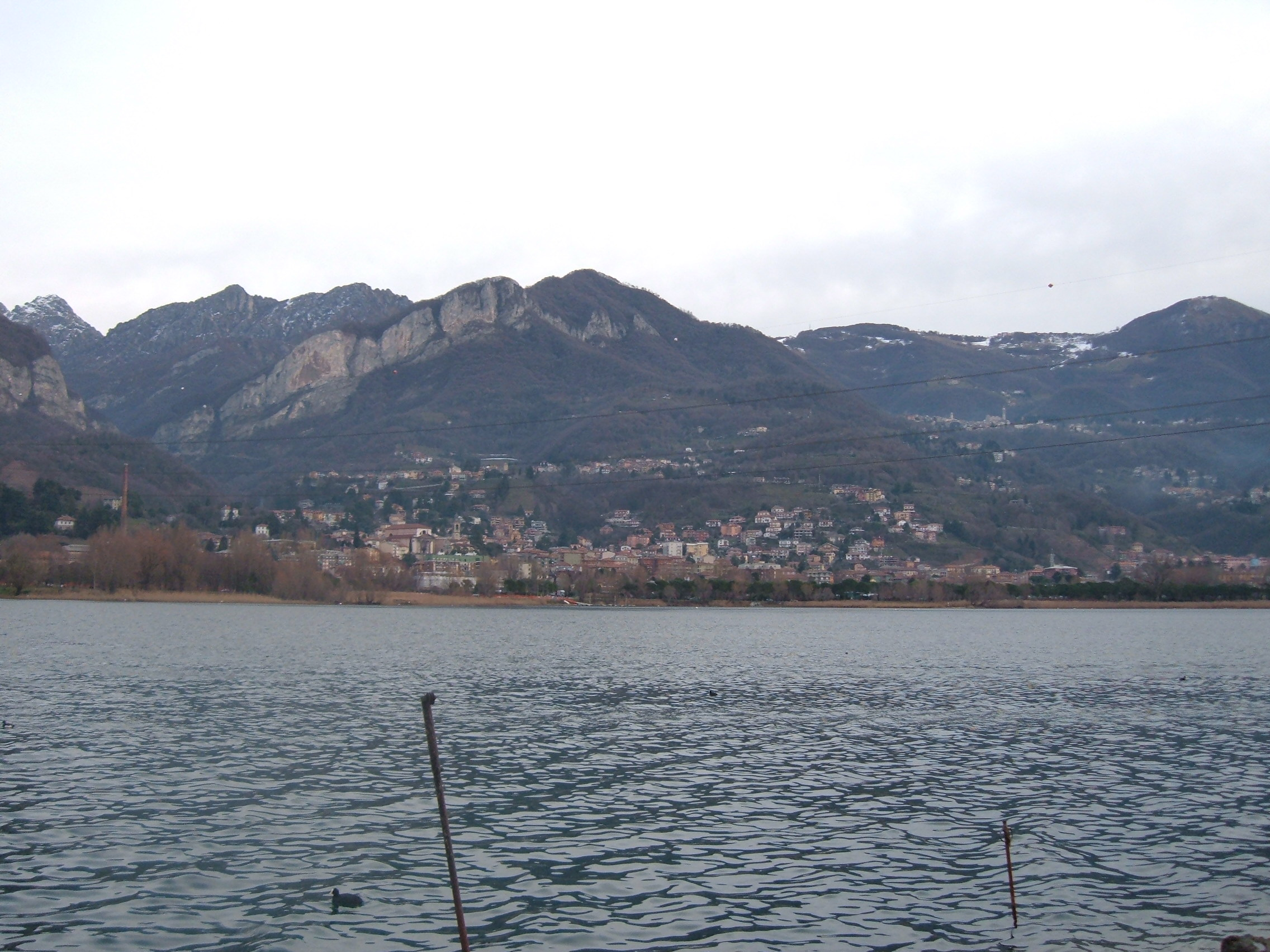
カロルツィオコルテ
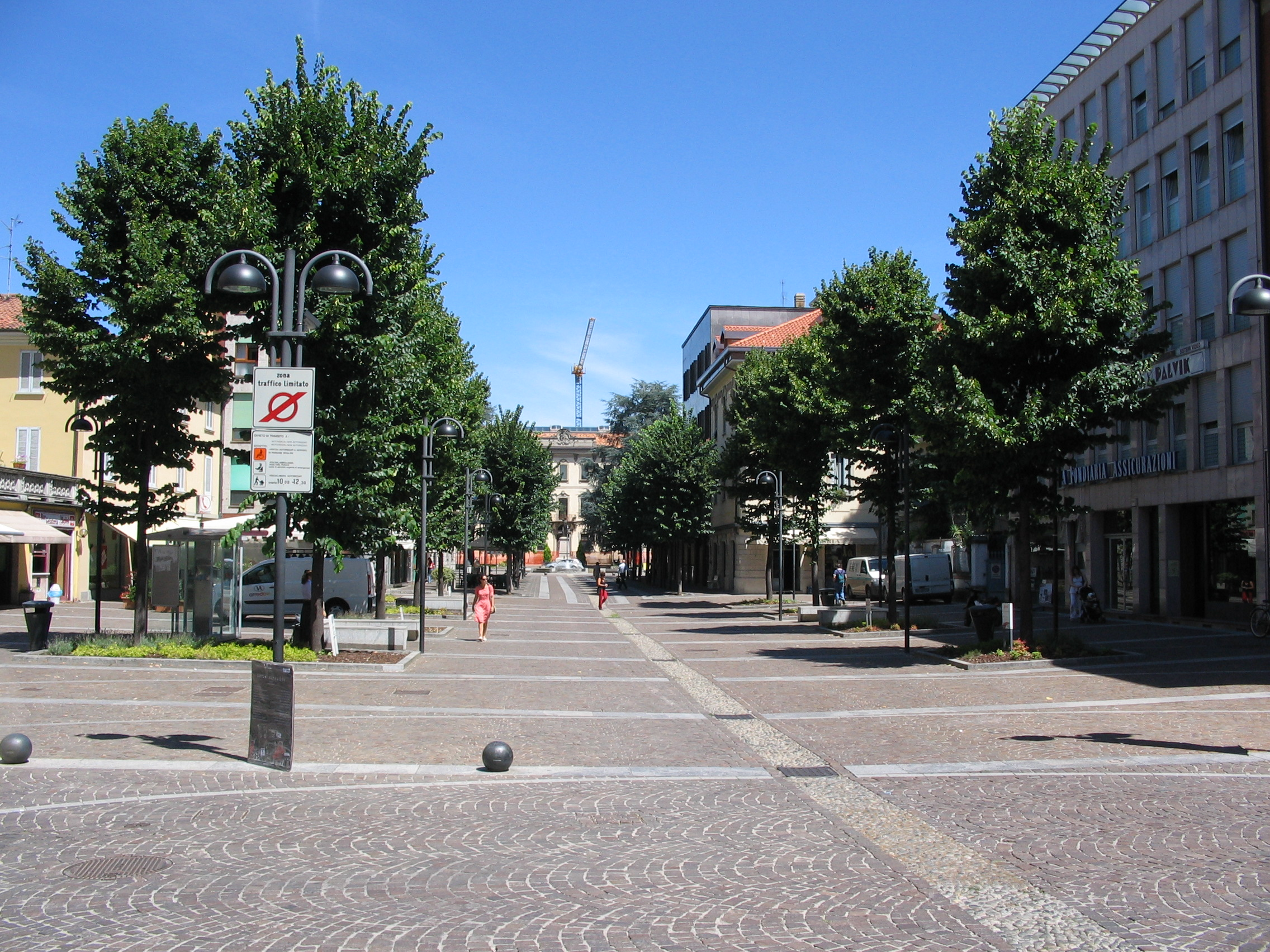
メラーテ

### 地勢・地形
- 湖沼：コモ湖

## 歴史
1992年にコモ県とベルガモ県から分離した。

## 行政区画

### コムーネ
レッコ県には2021年1月1日現在、84のコムーネが属する。主要なコムーネ（人口上位10位）は下表の通り。左端の数字はISTATコードを示す。人口は2021年1月1日現在。
| コード | 自治体名                   | 人口   |
| ------ | -------------------------- | ------ |
| 097042 | レッコ                     | 47,415 |
| 097048 | メラーテ                   | 14,380 |
| 097013 | カロルツィオコルテ         | 13,580 |
| 097016 | カザテノーヴォ             | 12,954 |
| 097083 | ヴァルマドレーラ           | 11,238 |
| 097046 | マンデッロ・デル・ラーリオ | 10,074 |
| 097057 | オッジョーノ               | 8,970  |
| 097049 | ミッサーリア               | 8,688  |
| 097036 | ガルビアーテ               | 8,454  |
| 097023 | コーリコ                   | 7,951  |

2001年の国勢調査時点では90のコムーネが属していた。
その後、以下の自治体合併 (it:Fusione di comuni italiani) が行われている。
2014年発足
- ヴェルデーリオ（ヴェルデーリオ・スペリオーレとヴェルデーリオ・インフェリオーレが合併）

2015年発足
- ラ・ヴァッレッタ・ブリアンツァ（ペーレゴとロヴァニャーテが合併）

2018年発足
- ヴァルヴァッローネ（イントロッツォ、トレメーニコとヴェストレーノが合併）

2020年発足
- ベッラーノがヴェンドローニョを編入

また、2017年12月22日にトッレ・デ・ブージの所属がレッコ県からベルガモ県に戻っている。

### 山岳部共同体
広域行政組織である山岳部共同体は、以下が置かれている。
- ラーリオ・オリエンターレ＝ヴァッレ・サン・マルティーノ山岳部共同体 (it:Comunità montana Lario Orientale - Valle San Martino) （事務所所在地: ガルビアーテ）
- ヴァルサッシーナ、ヴァルヴァッローネ、ヴァル・デージノ・エ・リヴィエラ山岳部共同体 (it:Comunità montana della Valsassina, Valvarrone, Val d'Esino e Riviera) （事務所所在地: バルツィオ）